# 제1차 카펠 전쟁

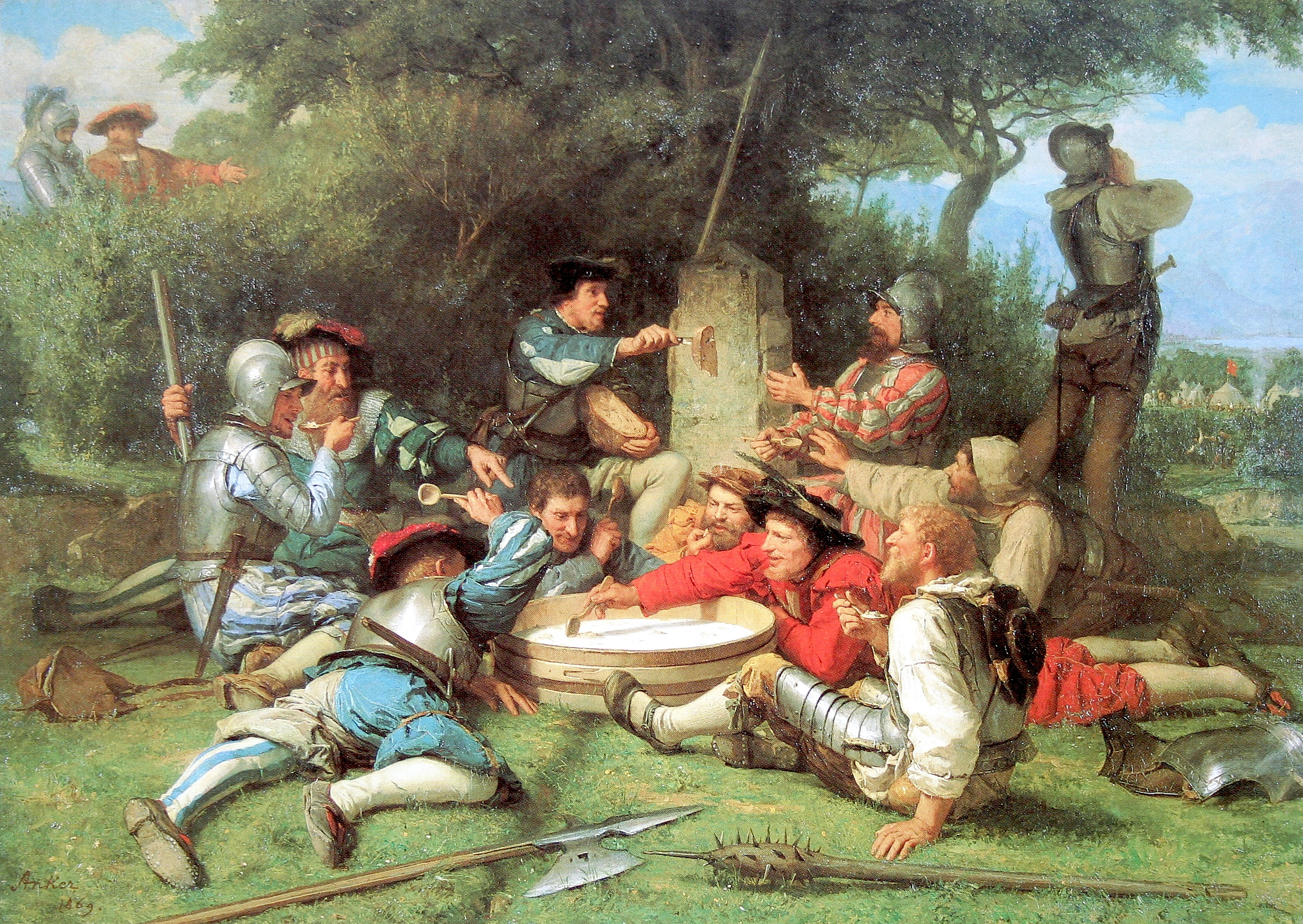
카펠의 우유죽, 1869년 그림

제1차 카펠 전쟁(독일어: Erster Kappelerkrieg)은 1529년 스위스 종교개혁 당시 구스위스 연방의 개신교와 가톨릭 사이에 일어난 무력 충돌이다. 단 한 번의 전투도 없이 1차 카펠 평화 조약(Erster Landfriede)으로 끝났다.

## 배경
울리히 츠빙글리가 이끄는 개신교 주와 취리히시는 다른 개신교 주와 방어 동맹인 기독교 동맹(Christliches Burgrecht)을 체결했으며, 여기에는 콘스탄츠와 스트라스부르의 자유 제국 도시도 포함된다. 가톨릭 주에서는 오스트리아의 페르디난트 1세와 동맹을 맺음으로써 이에 대응했다.
두 종교 사이의 갈등은 또한 그들의 영토, 특히 투르가우의 상황을 둘러싸고 발생했다. 투르가우에서는 행정부가 2년마다 칸톤으로 바뀌고 가톨릭과 개신교의 규칙이 바뀌었다. 1526년 바덴 논쟁과 같은 여러 중재 시도가 실패했다.
1528년 5월 투르가우에서 가톨릭 신부가 처형되고, 1529년 슈비츠에서 개신교 목사 J. 키저가 화형을 당하는 등 양측에서 수많은 사소한 사건과 도발이 일어났다. 마지막 지푸라기라도 잡는 것이 바덴에 가톨릭 포크트를 설치하는 일이었다.

## 과정
취리히는 6월 8일에 선전포고를 하고, 투르가우와 장크트갈 수도원의 영토를 점령하고, 추크 국경에 있는 카펠로 진군했다.

## 해결
타크자충에서의 중재를 통해 공개 전쟁을 가까스로 피할 수 있었다. 협상이 진행되는 동안 군대는 전장(취리히와 추크 사이의 카펠 행진)에 있었지만, 두 군대의 병사들은 도발을 피하기 위해 준비했다. 목격자인 루체른의 요하네스 살라트는 양 진영의 남자들이 어떻게 친목을 다지고, 마시고, 이야기를 나눴는지 기록했다. 하인리히 불링거는 나중에 카펠의 우유죽(Kappeler Milchsuppe)의 관점에서 취리히가 빵을 제공하고, 추크가 우유를 제공하는 두 군대가 식사를 공유하는 방법에 대한 일화적인 설명을 던졌다. 이는 동맹 간의 화해와 타협의 지속적인 상징이 되었다.

## 결과
평화 협정(Erster Landfriede)은 오스트리아 합스부르크 왕가와의 동맹을 해산해야 했던 가톨릭교도들에게 그다지 호의적이지 않았다. 긴장은 본질적으로 해결되지 않은 채 남아 있었고, 2년 후인 제2차 카펠 전쟁 동안 다시 고조될 것이었다.

## 같이 보기
- 제2차 카펠 전쟁 (1531년)
- 제1차 빌메르겐 전쟁 (1656년)
- 토겐부르크 전쟁 (1712년)
- 존더분트 전쟁 (1847년)